# Machland-Duo

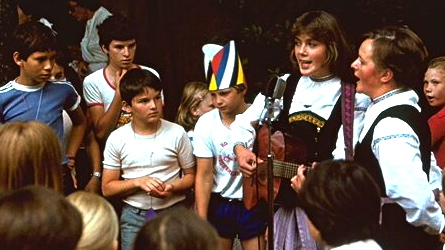
Machland-Duo beim 4. Perger Kinderfest (1979)

Das Machland-Duo, bestehend aus Mutter und Tochter Anna und Andrea Lettner aus Hofstetten in Mitterkirchen im Machland, wurde in den 1970er-Jahren durch die Interpretation bekannter Volkslieder anlässlich von Live-Auftritten, durch Rundfunk- und Schallplattenaufnahmen sowie durch mehrere Auftritte im ORF-Fernsehen (Heinz Conrads, Seniorenclub Ernst Hagen) populär.

## Werdegang
Andrea Lettner hatte ihren ersten Erfolg 1967 als vierjähriges Mädchen mit dem Tabakraucherlied. Zehn Jahre später gewann sie bei einem volkstümlichen Sängerinnenwettbewerb in Bad Ischl. Bis 1981 trat sie regelmäßig gemeinsam mit ihrer Mutter auf. Danach wurden die öffentlichen Auftritte stark reduziert. Eines der populärsten Lieder war das Stück A kloanes Bibihenderl. Unterstützt wurde das Duo anfangs von Romana Wieser.

## Medien
- A kloanes Bibihenderl YouTube

## Diskografie
- Geh, Ähnl, spann die Rösser ein, ORF Austro Mechana (1973), Single, und amadeo AVRS 14 005 (1974), LP, (Einspielung unter der Leitung von Werner Brüggemann)
- Für Dich, amadeo, AVRS 14 017 (1975), LP
- Weihnachten bei uns zu Haus, amadeo, AVRS 14018 (1975), LP
- A liabe alte Kuckucksuhr, amadeo, AVRS 13 206, LP (Titellied von Alois Eder)
- Klänge aus unseren Bergen, amadeo, AVRS 13 230, (Wien, 1978) LP (in Kooperation mit den Wachtbergern und Alois Kreuzhuber)